# Бакханнон
Бакханнон (англ. Buckhannon) — инкорпорированный город в штате Западная Виргиния, США. Является административным центром округа Апшер. В 2010 году в городе проживало 5639 человек.

## Географическое положение
Бакханнон находится в центре штата Западная Виргиния и является административным центром округа Апшер. Он расположен на реке Бакханнон на пересечении US 33, US 119 и дороги штата 20. Полная площадь города — 7,33 км².

## История

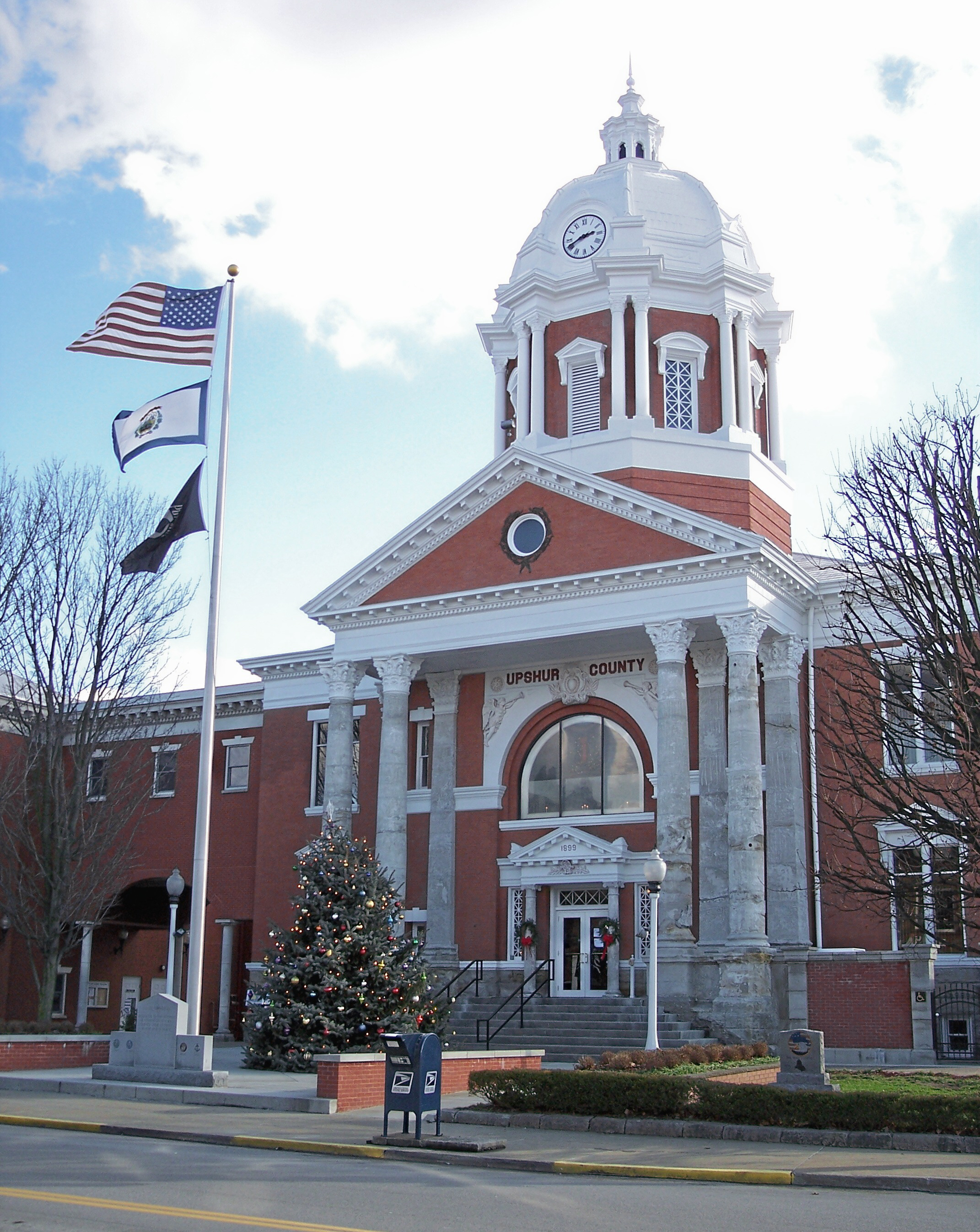
Здание окружного суда округа Апшер

В 1761 году, во время войны с французами и индейцами, два английских солдата — братья Сэмюэль и Джон Прингл — дезертировали из Форт-Питта. Отправившись на юг, а затем поднявшись по рекам Мононгахила и Тигарт, они в итоге достигли района реки Бакханнон, где поселились в дупле гигантского платана. Три года они прожили благодаря охоте и рыболовству, но в итоге одному из них пришлось отправиться за дополнительным снаряжением, и тогда они узнали об окончании войны, после чего перебрались в поселение Саут-Брэнч. Впоследствии Джон перебрался в Кентукки, но Сэмюэль вернулся в долину реки Бакханнон вместе с новой женой, её братом, а также несколькими друзьями (один из которых стал предком генерала Джексона).
Город Бакханнон был основан 15 января 1816 года. Городскую хартию от Генеральной Ассамблеи штата Виргиния он получил в 1852 году, а 20 июня 1863 года, после раздела штата Виргиния во время гражданской войны, оказался в составе штата Западная Виргиния. Благодаря своему центральному местоположению в новом штате он долгое время рассматривался в качестве потенциального места для его столицы, и в 1866 году Законодательное собрание штата даже издало билль, в котором Бакханнон упоминался в качестве такого места наряду с прочими кандидатами, но в итоге власти решили, что река является недостаточно широкой, чтобы обеспечить Бакханнону необходимую транспортную доступность для развития торговли.

## Население
По данным переписи 2010 года население Бакханнон составляло 5639 человека (из них 47,5 % мужчин и 52,5 % женщин), 2148 домашних хозяйств и 1149 семей. Расовый состав: белые — 94,5 %, афроамериканцы — 2,1 %, коренные американцы — 0,2 % и представители двух и более рас — 1,9 %.
Из 2148 домашних хозяйств 38,5 % представляли собой совместно проживающие супружеские пары (11,9 % с детьми младше 18 лет), в 11,6 % семей женщины проживали без мужей, в 3,4 % семей мужчины проживали без жён, 46,5 % не имели семьи. В среднем домашнее хозяйство ведут 2,13 человек, а средний размер семьи — 2,84 человека.
Население города по возрастному диапазону по данным переписи 2010 года распределилось следующим образом: 16,1 % — жители младше 18 лет, 14,7 % — между 18 и 21 годами, 52,1 % — от 21 до 65 лет и 17,1 % — в возрасте 65 лет и старше. Средний возраст населения — 33,1 года.
В 2014 году медианный доход на семью оценивался в 46 494 $, на домашнее хозяйство — в 28 286 $. Доход на душу населения — 17 836 $.
Динамика численности населения:
|  |